# Simple API for XML
Simple API for XML (abreviado SAX, em portugues "API simples para XML") é uma API que provê acesso serial ao conteúdo de um documento XML de forma orientada a eventos. É uma alternativa ao Document Object Model (DOM). A implementação inicial da API foi realizada em Java, mas atualmente disponível para outras linguagens (mesmo sem um padrão)..

## Funcionamento
Considerando que o documento XML a seguir seja processado através do SAX:
```
<?xml version="1.0" encoding="utf-8"?>

  
<carros>

    
<popular>

      
<nome
 
fabricante=
"Volkswagen"
>
Gol
</nome>

      
<nome
 
fabricante=
"Fiat"
>
Uno
</nome>

    
</popular>

    
<luxo>

      
<nome>
Omega
</nome>

    
</luxo>

  
</carros>

```

Os seguintes eventos serão relatados:
- Instrução de processamento denominada xml com atributos version e encoding
- Abertura da tag carros
- Abertura da tag popular
- Abertura da tag nome com atributo fabricante de valor Volkswagen
- Texto da tag Gol
- Fechamento da tag nome
- Abertura da tag nome com atributo fabricante de valor Fiat
- Texto da tag Uno
- Fechamento da tag nome
- Fechamento da tag popular
- Abertura da tag luxo
- Abertura da tag nome
- Texto da tag Omega
- Fechamento da tag nome
- Fechamento da tag luxo
- Fechamento da tag carros

Os eventos podem variar de acordo com a implementação do SAX mas servem para ilustrar o processamento serial que é realizado pela API.

## Vantagens e desvantagens
A principal vantagem do SAX é o menor gasto de memória, o que é conseguido através do processamento serial do documento. Ao contrário do DOM, que carrega todo o documento na memória, é preciso manter na memória apenas as tags externas a aquela que está sendo visitada. Outra vantagem é o processamento em fluxo, ideal para leituras contínuas no disco ou recebimento através da rede. 
Já a principal desvantagem do SAX é a potencial impossibilidade de validação do mesmo através de um DTD que em certos casos só pode ser realizada se o documento estiver integralmente na memória. Outra desvantagem é a própria natureza serial que impossibilita saltos e leituras em trechos anteriores do documento.